# John Harrison (Filmemacher)
John S. Harrison (* 1948) ist ein US-amerikanischer Regisseur, Filmproduzent, Drehbuchautor und Komponist.

## Leben
John Harrison begann seine Karriere mit dem Dreh von Musikvideos. Gemeinsam mit Pasquale Buba und Dusty Nelson gründete er 1973 das kleine Produktionsunternehmen BuDuDa. Das später in The Image Works umbenannte Unternehmen produzierte Werbespots und Imagefilme.
Später wurde er Assistent von Horrorfilm-Ikone George A. Romero (Die Nacht der lebenden Toten, Zombie). Für dessen Kultserie Geschichten aus der Schattenwelt führte er in mehrere Episoden Regie, bevor er für Paramount Pictures auch den gleichnamigen Spielfilm drehte.
Harrison war außerdem einer der Autoren der 3D-Produktion Dinosaurier. Weitere Drehbücher schrieb er auch für US-Serien wie Geschichten aus der Gruft, Earth 2 und Profiler.
Im Jahr 2000 drehte Harrison für den Sci Fi Channel eine aufwändige sechsstündige Miniserie nach Frank Herberts Science-Fiction-Klassiker Der Wüstenplanet. Dune wurde die erfolgreichste Eigenproduktion in der Geschichte des Senders, die Einschaltquoten waren sowohl in den USA als auch weltweit hervorragend; auch die Vermarktung auf Video und DVD war ein Erfolg. Für die drei Jahre später erscheinende Fortsetzung Children of Dune schrieb Harrison das Drehbuch. Beide Miniserien wurden mit dem begehrten Emmy ausgezeichnet.

## Filmografie (Auswahl)

### Regisseur
- 1982: Creepshow (2nd Unit Director)
- 1984: Geschichten aus der Schattenwelt (Tales from the Darkside, Fernsehserie, Episoden „I’ll Give You a Million“, „Levitation“, „Printer’s Devil“ und „The Satanic Piano“)
- 1985: Zombie 2 (2nd Unit Director)
- 1989: Geschichten aus der Gruft (Tales from the Crypt, Fernsehserie, Episoden „Easel Kill Ya“ & „The Pit“)
- 1990: Geschichten aus der Schattenwelt (Tales from the Darkside: The Movie)
- 1992: Nightmare Cafe (Fernsehserie)
- 1994: Earth 2 (Fernsehserie)
- 1995: Herkunft unbekannt (Donor Unknown, Fernsehfilm)
- 1996: Embraced – Clan der Vampire (Kindred: The Embraced, Fernsehserie, Episode ‘„Nightstalker“)
- 1996: Assassination File: Operation Laskey (The Assassination File)
- 1996: Profiler (Fernsehserie, Episode „I’ll be Watching You“)
- 2000: Dune – Der Wüstenplanet (Franks Herbert’s Dune, Miniserie)
- 2005: Supernova – Wenn die Sonne explodiert (Supernova, Miniserie)
- 2008: Clive Barkers Book of Blood (Book of Blood)

### Drehbuch
- 1989: Geschichten aus der Gruft (Tales fromm the Crypt, Fernsehserie, Episoden „Horror in the Night“, „The Kidnapper“ und „The Pit“)
- 1995: Herkunft unbekannt (Donor Unknown, Fernsehfilm)
- 2000: Dune – Der Wüstenplanet (Franks Herbert’s Dune, Miniserie)
- 2000: Dinosaurier (Dinosaur)
- 2003: Children of Dune (Miniserie)
- 2005: Painkiller Jane
- 2015: Residue (Netflix-Miniserie)[2]

### Komponist
- 1980: Effects
- 1982: Creepshow
- 1984: Geschichten aus der Schattenwelt (Tales from the Darkside, Fernsehserie, “Episoden Everybody Needs a Little Love”, “I’ll Give You a Million”, “Levitation”, “The Satanic Piano” und “Sorry, Right Number”)
- 1985: Zombie 2
- 1987: Creepshow 2
- 1988: Scary Tales (Fernsehserie, Titelsong)
- 1990: Geschichten aus der Schattenwelt (Tales from the Darkside, Song “Lover’s Vow”)

### Produzent
- 1980: Effects
- 2003: Children of Dune (Miniserie)
- 2005: Painkiller Jane

### Schauspieler
- 1978: Zombie
- 1980: Effects
- 1981: Knightriders – Ritter auf heißen Öfen (Knightriders)
- 1988: Jack the Ripper – Die Rückkehr (The Ripper)